# Апостолакис, Константинос
Константинос Апостолакис (греч. Κωνσταντίνος Αποστολάκης; род. 28 мая 1999, Афины) — греческий футболист, защитник клуба «Лариса».

## Карьера

### «Панатинаикос»
Воспитанник футбольной академии греческого клуба «Панатинаикос». В 2016 году начал выступать за молодёжную команду клуба в возрастной категории до 20 лет. В мае 2018 года впервые попал в заявку на матч с основной командой, однако на поле так и не вышел. В октябре 2018 года снова стал подтягиваться к матчам с основной командой. Дебютировал за клуб 2 октября 2018 года в матче Кубка Греции против клуба «Панетоликос», выйдя на поле в стартовом составе, также отличившись своей дебютной голевой передачей. Свой первый матч в чемпионате сыграл 1 апреля 2019 года в матче против клуба «Аполлон Смирнис», выйдя на поле в стартовом составе. По итогу дебютного сезона вместе с клубом завершил чемпионат на итоговом восьмом месте. В следующем сезоне также продолжал выступать за греческий клуб в роли игрока замены, редко выходя на поле. По окончании сезона покинул клуб.

### АПОЭЛ
В мае 2020 года появилась информация, что футболист по окончании сезона на правах свободного агента присоединиться к кипрскому клубу АПОЭЛ. Начало сезона провёл на скамейке запасных, редко попадая в заявку основной команды. Дебютировал за клуб 28 октября 2020 года в в матче Кубка Кипра против клуба ПАЕЕК, выйдя на поле вы стартовом составе, также отличившись своим дебютным забитым голом. Первый матч в чемпионате сыграл 28 декабря 2020 года против клуба «Кармиотисса», выйдя на поле в стартовом составе. По итогу основной части чемпионат заняли восьмое место, отправившись в раунд на вылет, где смогли сохранить прописку в высшем дивизионе. Однако в клубе футболист за крепиться так и не смог, пропустив большую часть матчей, однако смог отличиться своим единственным забитым голом. По окончании сезона покинул кипрский клуб.

### «Панетоликос»
В августе 2021 года на правах свободного агента присоединился к греческому клубу «Панетоликос». Дебютировал за клуб 3 октября 2021 года в матче против афинского клуба АЕК, выйдя на замену на 74 минуте. Вместе с клубом вышел в четвертьфинал Кубка Греции, где по сумме матчей уступили пирейскому «Олимпиакосу». По итогу основной части чемпионата вместе с клубом остановились на девятом месте в турнирной таблице, отправившись в раунд на вылет. Первым результативным действием за клуб отличился 15 мая 2022 года в заключительном матче против клуба «Ионикос», отдав голевую передачу. По итогу раунда на выбывание смогли сохранить прописку в элитном дивизионе. В своём следующем сезоне продолжал выступать за греческий клуб в роли одного из ключевых игроков, также отличившись голевой передачей. По окончании сезона в июне 2023 года покинул клуб.

### «Шериф»
В июне 2023 года на правах свободного агента присоединился к тираспольскому «Шерифу». В июле 2023 года вместе с клубом отправился на квалификационные матчи Лиги чемпионов УЕФА. Дебютировал за клуб 12 июля 2023 года в матче против румынского «Фарула», выйдя на поле в стартовом составе. По итогу второго квалификационного раунда уступили израильскому «Маккаби» Хайфа и отправившись в третий квалификационный раунд Лиги Европы УЕФА. Первый матч в чемпионате сыграл 6 августа 2023 года против клуба «Петрокуб», выйдя на поле на 70 минуте. Вместе с клубом вышел в групповой этап Лиги Европы УЕФА, победив в рамках квалификаций белорусский БАТЭ и фарерский «КИ Клаксвик». Первый матч на групповом этапе Лиги Европы УЕФА сыграл 21 сентября 2023 года против итальянской «Ромы». По итогу группового этапа Лиги Европы УЕФА футболист вместе с клубом занял итоговое последнее место и завершил своё выступление на еврокубковом турнире. По итогу сезона вместе с клубом стал серебряным призёром чемпионата. По окончании сезона покинул клуб.

### «Лариса»
В июне 2025 года на правах свободного агента присоединился к греческому клубу «Лариса», подписав контракт до конца сезона.

## Международная карьера
Начинал международная карьеру в составе юношеской сборной Греции до 16 лет. В 2015 году вместе с юношеской сборной Греции до 17 лет принимал участие в квалификациях юношеского чемпионата Европы. Также выступал в греческих сборных до 18 лет и до 19 лет. Со второй также выступал в квалификациях юношеского чемпионата Европы до 19 лет. 
В марте 2019 года футболист получил вызов в молодёжную сборную Греции. Дебютировал за сборную 19 марта 2019 года в товарищеском матче против сборной Словакии. Дважды в 2019 и в 2020 годах принимал участие в квалификациях молодёжного чемпионата Европы. Первый матч на турнире сыграл 6 сентября 2020 года против сборной Сан-Марино.

## Личная жизнь
- Отец Стратос Апостолакис (род. 1964) — профессиональный футболист и тренер. Выступал в национальной сборной Греции, также в роли главного тренера сборной принимал участие в рамках Летних Олимпийских игр 2004 года.